# Motor Buggy Manufacturing Company
Motor Buggy Manufacturing Company war ein US-amerikanischer Hersteller von Kraftfahrzeugen.

## Unternehmensgeschichte
Das Unternehmen wurde 1908 in Minneapolis in Minnesota gegründet. Im gleichen Jahr begann die Produktion von Automobilen. Der Markenname lautete zunächst Acme.
Die Verkäufe liefen nicht zufriedenstellend. Daher wurde der Markennamen ab 1909 auf MB geändert. 1909 wurden 25 Fahrzeuge verkauft. 1910 wurde die Produktionszahl verdoppelt.
Ende 1910 wurde für ein moderneres Modell die zusätzliche Marke Renville eingeführt. Hiervon wurden 10 Fahrzeuge sowie 50 Lastkraftwagen verkauft. Zu der Zeit war Nels Nelson Präsident, M. J. Jacobson Generalmanager und Arnold Hoffman Schatzmeister. Hoffman stammte aus Renville in Minnesota.
1911 endete die Produktion. 1912 übernahmen die Brüder Hoffman das Unternehmen. Sie fertigten ab 1913 unter eigenem Namen Nutzfahrzeuge.

## Fahrzeuge

### Markenname Acme
Das einzige Modell wurde Roadster genannt. Es war ein Highwheeler mit Vollgummireifen. Ein Zweizylindermotor mit 22 PS Leistung trieb die Hinterachse an. Das Fahrgestell hatte 246 cm Radstand. Der offene Aufbau bot Platz für vier Personen. Die Rücksitze konnten entfernt werden und durch einen Kasten für Ladung ersetzt werden. Das Leergewicht war mit 726 kg angegeben und die Höchstgeschwindigkeit mit 40 km/h.

### Markenname MB
Das bisherige Modell Roadster stand weiterhin im Sortiment. Dazu kam ein Tourenwagen mit vier Sitzen auf gleicher Basis.

### Markenname Renville
Die Fahrzeuge waren niedriger gebaut und keine Highwheeler mehr. Außerdem hatten sie Luftreifen. Ein Vierzylindermotor mit 45 PS Leistung trieb sie an. Der Radstand betrug 259 cm. Der Aufbau war ein Tourenwagen mit fünf Sitzen.